# Nationalpark Garamba
Der Nationalpark Garamba (auch Garamba-Nationalpark, französisch Parc national de la Garamba) liegt in der Provinz Haut-Uele im Nordosten der Demokratischen Republik Kongo an der Grenze zum Südsudan.

## Landschaft
Die Landschaft des Parks besteht aus einer 5000 km² großen Hochebene, die auf 710 bis 1060 m Höhe liegt und von (Baum-)Savanne, Grasland und Gehölzen bedeckt ist, an den Flussufern und in sumpfigen Niederungen auch von Galeriewald. Im nördlichen Bereich gibt es Papyrussümpfe und Grassavannen mit über 5 m hohen Grasarten. Die Ebene wird durch granitische und Gneis-Inselberge unterbrochen. Das Gebiet ist reich an Wasser. Der von Dezember bis März fallende Jahresniederschlag beläuft sich auf 1500 mm. Die wichtigsten Flüsse sind Dungu, Aka und Garamba.

## Fauna
Im Gebiet leben viele große Säugetiere wie Afrikanischer Elefant, dessen Population 1982 noch 7742 Tiere betrug und sehr gute Überlebenschancen aufwies, (Kongo-)Giraffe, Flusspferd, Büffel, Uganda-Grasantilope, Kuh-, Pferde- und weitere Antilopenarten sowie möglicherweise noch Breitmaulnashörner. Der Nationalpark ist der letzte Ort, an dem das Nördliche Breitmaulnashorn in freier Wildbahn lebte. Nachdem 1989 noch ein Bestand von etwa 20 Exemplaren angegeben worden war, konnten 2006 nur 3 Individuen beobachtet werden, wenn auch Grund zu der Hoffnung besteht, dass weitere Nashörner nur nicht aufgespürt wurden. Anderen Meldungen zufolge wurde es 2008 ausgerottet. 2006 ergab eine Bestandsaufnahme 3839 Elefanten, 8145 Büffel, 2292 Flusspferde und 70 Kongo-Giraffen. Außerdem gibt es im Garamba-Nationalpark zahlreiche Affenarten, darunter Schimpansen, und Raubtiere wie Löwe, Leopard, Afrikanischer Wildhund, Gold- und Falbkatze.

## Wilderei
Im Garamba-Nationalpark kommt es immer wieder zu tödlichen Schusswechseln zwischen Rangern und Militär auf der einen und Wilderern auf der anderen Seite.

## Geschichte
Der Nationalpark wurde am 17. März 1938 gegründet und ist seit 1980 Teil des UNESCO-Weltnaturerbes. 1984 wurde der Park auf die Liste des gefährdeten Welterbes gesetzt, da die Bestände des Breitmaulnashorns beängstigend abgenommen haben.
Nachdem der Park 1992 von der Liste des gefährdeten Welterbes gestrichen worden war, ist er seit 1996 wieder aufgenommen, insbesondere wegen Wilderei an den Breitmaulnashörnern des Parks. Nach Ansicht des Welterbekomitees verhindert auch die unklare politisch-militärische Situation eine baldige Streichung des Parks von der Liste.